# Lisa Reihana
Lisa Reihana née en 1964 à Auckland est une artiste plasticienne néo-zélandaise, membre des Pacific Sisters.

## Biographie
Lisa Reihana est maorie par son père et britannique par sa mère. Lisa Reihana étudie les beaux-arts à l'Université d'Auckland. En  1987, elle obtient un Bachelor of Fine Arts. En 2014, elle obtient un master de design et d'arts contemporains à l'Unitec Institute of Technology (en).
Elle fait partie des Pacific Sisters qui jouent un rôle majeur dans le développement et la reconnaissance de l'art contemporain maori et du Pacifique.
Elle explore les thèmes de la colonisation, du genre et de la représentation des communautés autochtones dans les médias et au cinéma. Elle analyse la manière dont les histoires passées sont racontées ou absentes. Pour cela, elle s'appuie sur le mātauranga māori, c'est-à-dire la vision du monde maori.
Dans les années 1990, elle réalise des courts métrages et des animations, politiquement engagés.
En 1997, elle réalise Native Portraits, pour l'ouverture du musée Te Papa Tongarewa à Wellington. En 2007, elle expose Digital Marae, au Govett-Brewster en 2007. Ses deux séries sont une proposition sur les représentations visuelles des dieux et ancêtres maoris. Elle transforme l'espace de la galerie en reproduisant les caractéristiques de l'architecture maorie. Pour cela, elle utilise des images photographiques et des images animées.
En 1988, Touched by your presence est présenté lors de l'exposition Nga Toi o te Iwi - Nga Hua o te Iwi, à la Bibliothèque nationale de Wellington. Il s'agit d'un court-métrage qui juxtapose des images de sculpture et d'architecture classiques maories avec des images d'un jeune homme séduisant à moitié nu. Dans cette œuvre, elle se détache de l'art traditionnel maori et revendique un travail d'artiste d'origine maorie.
En 2008, Lisa Reihana réalise Mai i te aroha, ko te aroha (De l'amour vient l'amour). Il s'agit d'une commande du Te Papa Tongarewa pour célébrer le Matariki (le nouvel an maori). Cette œuvre est composée de sept éléments, dont une vidéo, la photographie numérique et design textile. Cette installation rend hommage au travail de Jacqueline Fraser (en) qui fait référence aux œuvres d'art maori conservées au musée.
En mai 2015, Lisa Reihana dévoile au public In pursuit of Venus [infected], à Auckland Art Gallery. Il s'agit d'une vidéo immersive de 32 minutes, projetée sur grand écran (25 mètres). Au cœur d’un paysage idyllique, le film témoigne de la vie quotidienne des peuples autochtones du Pacifique Sud, de Tahiti aux Samoa, en passant par les îles Tonga et la Nouvelle-Zélande, avant l’arrivée des navigateurs européens. Pour cette vidéo, elle s'inspire d’un papier-peint panoramique intitulé Les sauvages de la mer du Pacifique, édité en 1804, à partir d'un modèle réalisé par Jean-Gabriel Charvet. Celui-ci propose une image bucolique des pays découverts et des récits des navigateurs Thomas Cook, Louis-Antoine de Bougainville ou Jean-François de La Pérouse. Lisa Reihana reprend chaque tableau de Jean-Gabriel Charvet, pour montrer le point de vue de la population autochtone. La bande-son démarre par des gémissements et se terminent par des hurlements. Elle utilise le papier peint comme toile de fond, elle ajoute de violences, de négociations de biens ou faveurs sexuelles entre la population autochtone et les Européens.
En 2017, elle représente la Nouvelle-Zélande à la biennale de Venise. Elle reprend In pursuit of Venus [infected] et présente une version plus longue avec deux vidéo de 32 minutes. La vidéo est présentée au musée du Quai Branly, à Paris, en 2019.
En 2017, elle réalise une œuvre en bronze pour célébrer Ellen Melville (en), féministe néo-zélandaise.

## Œuvres (sélection)
- Wog Features, 1990
- A Māori Dragon Story, 1995
- Justice, Ellen Melville Centre, Auckland, sculpture en bronze, 2017[10]
- in Pursuit of Venus  [infected] (iPOVi), 2x32 min, video, 2015–2017

## Expositions
- Native Portraits N.19897, Museo Laboratorio di Arte Contemporanea, Rome, 1997
- Lisa Reihana: Digital Marae, Govett-Brewster Art Gallery, New Plymouth,  2007
- Mai i te aroha, ko te aroha, Museum of New Zealand Te Papa Tongarewa, Wellington, 2008

## Prix
- Arts Award, Arts Foundation of New Zealand, 2014
- Te Tohu Toi Ke Te Waka Toi (prix maori de l’innovation artistique),  Creative New Zealand, 2015
- Member,  New Zealand Order of Merit, 2018